# New Technology File System
NTFS (New Technology File System en anglès) és un sistema de fitxers dissenyat específicament per a Windows NT (incloent les versions Windows 2000, Windows Server 2003, Windows XP i Windows Vista, Windows 7, Windows 8 i Windows 10), amb l'objectiu de crear un sistema de fitxers eficient, robust i amb seguretat incorporada des de la seva base. També admet compressió nativa de fitxers, xifratge (només a partir de Windows 2000) i fins i tot transaccions (a partir de Windows Vista). Té una capacitat d'emmagatzematge de fins a 256TB i una eficiència en l'aprofitament de l'espai del disc superior al FAT, degut a la mida dels clústers, a més, permet posar els noms de fitxers i directoris fins a 255 caràcters. Està basat en el sistema de fitxers HPFS d'IBM/Microsoft utilitzat en el sistema operatiu OS/2, i també té certes influències del format de fitxers HFS dissenyat per Apple.

A més d'això, amb NTFS tenim la possibilitat de configurar permisos de fitxers, ia més, crear i guardar canvis que ens poden ajudar a recuperar-nos ràpidament dels errors si l'ordinador es bloqueja, amb suport de la creació de còpies de seguretat instantànies que admet xifratge de fitxers.